# Radoši
Radoši är en ort i Bosnien och Hercegovina.   Den ligger i entiteten Federationen Bosnien och Hercegovina, i den sydvästra delen av landet, 100 km väster om huvudstaden Sarajevo. Radoši ligger 907 meter över havet och antalet invånare är 201.
Terrängen runt Radoši är huvudsakligen kuperad, men åt nordväst är den platt. Närmaste större samhälle är Tomislavgrad, 15,3 km norr om Radoši. 
Trakten runt Radoši består till största delen av jordbruksmark. Runt Radoši är det ganska tätbefolkat, med 93 invånare per kvadratkilometer.